# Weihai
Weihai (chinesisch 威海市, Pinyin Wēihǎi Shì, früher 威海衛 / 威海卫,  Wēihǎiwèi) ist eine Stadt im Nordosten der Provinz Shandong der Volksrepublik China mit einer Fläche von 5.797 km². Im Jahre 2020 wurden 2.906.548 Einwohner gezählt. In dem eigentlichen städtischen Siedlungsgebiet von Weihai leben 698.863 Menschen (Zensus 2010).
Administrativ setzt sich Weihai aus zwei Stadtbezirken (Huancui, Wendeng) und zwei kreisfreien Städten (Rongcheng, Rushan) zusammen.
Weihai ist der Sitz eines römisch-katholischen Bischofs (Apostolische Präfektur Weihai). Es gibt Thermalquellen in der Stadt, der Küste sind viele Inseln vorgelagert. Britische Seefahrer gaben der Stadt den Spitznamen Way High.

## Geschichte
Weihai war ein Stützpunkt der chinesischen Kriegsmarine. Im Ersten Japanisch-Chinesischen Krieg wurde die Stadt belagert und die Kriegsschiffe, die sich zuvor aus der Seeschlacht am Yalu retten konnten, wurden am 2. Februar 1895 im Hafen zerstört. Der befehlshabende Admiral Ding Ruchang beging daraufhin Suizid.

### Britisches Pachtgebiet

Flagge des britischen Pachtgebiets Weihaiwei

Lokalisation des britischen Pachtgebietes

Von 1. Juli 1898 bis 30. September 1930 war Weihai britisches Pachtgebiet unter dem Namen Weihaiwei. Der Vertrag hatte die Abtretung vorgesehen, „solange Port Arthur russisch bleibt“. Nach dem Übergang Port Arthurs an Japan nach dem Russisch-Japanischen Krieg 1905 wurde diese Bestimmung auf Japan übertragen. Der Hafen Ma-tou hieß zu dieser Zeit Port Edward. Auf der ihm vorgelagerten Insel Liu-kung-tao (Liugong Dao, 劉公島 / 刘公岛) lebten in zwei Dörfern etwa 4000 Menschen. Die Volkszählung 1911 ergab 147.177 Einwohner, darunter 215 Europäer, die in den ca. 330 Dörfern innerhalb des Pachtgebietes (Größe rund 735 km²) lebten. In der Stadt selbst lebten etwa 4600 Personen. Die koloniale Verwaltung war defizitär: Einnahmen von £ 7692, plus Zuschuss £ 5000 standen 1910/11 Ausgaben von £ 14.805 gegenüber. Im Laufe der folgenden Jahre verringerte sich dieses Defizit. Am 30. September 1930 wurde das Pachtgebiet in Anwesenheit von Statthalter Reginald Fleming Johnston an die chinesische Regierung übergeben.
1949, nach Ende des Chinesischen Bürgerkrieges und der Machtübernahme der Kommunisten, wurde die Stadt umbenannt.

## Administrative Gliederung
Die bezirksfreie Stadt Weihai setzt sich auf Kreisebene aus zwei Stadtbezirken und zwei kreisfreien Städten zusammen. Diese sind (Stand: Zensus 2010):
- Stadtbezirk Huancui – 环翠区 Huáncuì Qū, 777 km², 844.310 Einwohner (Regierungssitz);
- Stadtbezirk Wendeng – 文登区 Wéndēng Qū, 1.829 km², 2.906.548 Einwohner;
- Stadt Rongcheng – 荣成市 Róngchéng Shì, 1.526 km², 714.355 Einwohner;
- Stadt Rushan – 乳山市 Rǔshān Shì, 1.665 km², 572.481 Einwohner.

## Städtepartnerschaften
- Santa Barbara, Vereinigte Staaten, seit 1993[6]
- Sotschi, Russland, seit 1996
- Sousse,  Tunesien, seit 2007
- Ube, Japan, seit 1992

## Persönlichkeiten
- Liu Mingzu (1936–2022), Politiker
- Sun Wensheng (* 1942), Politiker